# Krew jak czekolada
Krew jak czekolada (Blood and Chocolate) – film fabularny produkcji USA z 2007 roku, opowiadający o romansie człowieka i wilkołaczycy. Film powstał na kanwie powieści Annette Curtis Klause pod tym samym tytułem.

## Obsada
- Agnes Bruckner jako Vivian
- Hugh Dancy jako Aiden
- Olivier Martinez jako Gabriel
- Katja Riemann jako Astrid
- Bryan Dick jako Rafe
- Chris Geere jako Ulf
- Maria Dinulescu jako seksowna rudowłosa
- Pete Lee Wilson jako Krall

## Opis fabuły
Akcja filmu dzieje się w Bukareszcie w Rumunii. Jest to opowieść o pewnej dziewczynie - Vivian (Agnes Bruckner), która jest wilkołakiem. Kiedy była małą dziewczynką, była świadkiem morderstwa dokonanego na jej rodzinie w Rocky Mountains w stanie Kolorado w USA. By ludzie jej nie wytropili przemienia się w wilka i ucieka. Opiekę nad nią przejmuje ciotka (Katja Riemann) i zamieszkuje w Bukareszcie. Dziewczyna, gdy dorasta, pracuje w cukierni - sprzedaje czekoladki. W sercu głęboko skrywa tajemnicę swojego klanu. Pewnego dnia do Bukaresztu przybywa amerykański rysownik - Aiden (Hugh Dancy), który pisze swoją nową powieść na temat wilkołaków. W Bukareszcie szuka natchnienia (to znane miejsce legend o wilkołakach). Aiden spotyka Vivian w kościele w środku nocy (oboje się tam włamali, ale oddzielnie). Aiden zakochuje się w dziewczynie. Vivian próbuje walczyć z uczuciem, gdyż nie chce zranić chłopaka. Poza tym Vivian nie powinna się z nim spotykać, gdyż jest obiecana na żonę Gabrielowi (Olivier Martinez) - głowie klanu wilkołaków. Gabriel miał już żonę, ale jak głosi tradycja, może pojąć za żonę kobietę raz na siedem lat. Gabriel posiada z Astrid (Katja Riemann) syna, Rafe`a (Bryan Dick). Choć Astrid zdaje sobie sprawę z tego, że Gabriel może ją opuścić i związać się z Vivian, to i tak dalej go kocha i tęskni za nim. Rafe natomiast pilnuje Vivian, by spełniła ciążącą na niej obietnicę poślubienia Gabriela. Żąda od Aidena opuszczenia miasta i niekontaktowanie się z Vivian. Nawiązuje się bójka między nimi. Aiden zabija Rafe`a srebrnym wisiorkiem (wilkołaka można zabić tylko srebrem lub ogniem). Gdy o śmierci syna dowiaduje się Gabriel, urządza na Aidena polowanie.

## Produkcja
Zdjęcia kręcono w Bukareszcie.